# First Date (film)
Pour plus de détails, voir Fiche technique et Distribution.
First Date (Southside with You) est un film romantique américain écrit et réalisé par Richard Tanne et sorti en 2016. Les acteurs principaux sont Parker Sawyers et Tika Sumpter qui interprètent respectivement Barack Obama jeune et sa future épouse, Michelle Robinson Obama. Le film se concentre sur la première rencontre du couple lors d'une soirée en 1989 et leur premier baiser, à l'extérieur d'un salon de crème glacée.

## Fiche technique
- Dates de sortie :
  - États-Unis : 24 janvier 2016 (Festival du film de Sundance)

## Distribution
- Tika Sumpter (VF : Laëtitia Lefebvre) : Michelle Robinson Obama
- Vanessa Bell Calloway : Marian Shields Robinson
- Parker Sawyers (VF : Eilias Changuel)[1] : Barack Obama
- Phillip Edward Van Lear (en) : Fraser C. Robinson
- Jerod Haynes : Tommy
- Alex Zelenka : le visiteur du musée
- Donald Paul : Bow Tie
- Fred Nance Jr. : Nance Residence
- Jeremy Michael Pereira : le patron du bar
- Deanna Reed Foster : Bernadette
- Gabrielle Lott-Rogers : Rafiqa
- Preston Tate Jr. : Kyle
- Deborah Geffner : Toot
- Tom McElroy : Avery Goodman
- Angel Knight : la fille chez Baskin Robins
- Taylar Fondren : Janice
- Donn C. Harper : Curtis
- Tony E. Brown : le participant à la réunion à l'église
- Debbie Holstein : la coordinatrice

## Accueil

### Accueil critique
Sur l'agrégateur américain Rotten Tomatoes, le film récolte 92 % d'opinions favorables pour 159 critiques. Sur Metacritic, il obtient une note moyenne de 74⁄100 pour 43 critiques.
En France, le site Allociné propose une note moyenne de 2,6⁄5 à partir de l'interprétation de critiques provenant de 12 titres de presse.